# 阪神タイガースの選手一覧
- 阪神タイガース > 阪神タイガースの選手一覧
- 日本のプロ野球選手一覧 > 阪神タイガースの選手一覧

阪神タイガースの選手一覧（はんしんタイガースのせんしゅいちらん）は、阪神タイガースに所属している選手・監督・コーチ、およびかつて所属していた選手の一覧である。

## 首脳陣

### 一軍
| 背番号 | 名前       | 役職                               |
| ------ | ---------- | ---------------------------------- |
| 22     | 藤川球児   | 監督                               |
| 74     | 藤本敦士   | 総合コーチ                         |
| 88     | 安藤優也   | 投手チーフコーチ                   |
| 73     | 金村曉     | 投手コーチ                         |
| 86     | 和田豊     | 一軍・二軍打撃巡回コーディネーター |
| 83     | 小谷野栄一 | 打撃チーフコーチ                   |
| 71     | 上本博紀   | 打撃コーチ                         |
| 70     | 田中秀太   | 内野守備走塁コーチ                 |
| 96     | 筒井壮     | 外野守備兼走塁チーフコーチ         |
| 87     | 野村克則   | バッテリーコーチ                   |
| 93     | 片山大樹   | ブルペンコーチ兼ブルペン捕手       |

### 二軍
| 背番号 | 名前       | 役職                 |
| ------ | ---------- | -------------------- |
| 78     | 平田勝男   | 監督                 |
| 90     | 久保田智之 | 投手チーフコーチ     |
| 72     | 江草仁貴   | 投手コーチ           |
| 89     | 渡辺亮     | 投手コーチ           |
| 91     | 北川博敏   | 打撃チーフコーチ     |
| 77     | 梵英心     | 打撃コーチ           |
| 81     | 馬場敏史   | 守備走塁チーフコーチ |
| 75     | 山崎憲晴   | 内野守備走塁コーチ   |
| 76     | 工藤隆人   | 外野守備走塁コーチ   |
| 84     | 日高剛     | バッテリーコーチ     |
| 79     | 俊介       | 野手コーチ           |

## 所属選手

### 投手
| 背番号 | 名前                     | 投 | 打 | 備考                                            |
| ------ | ------------------------ | -- | -- | ----------------------------------------------- |
| 00     | ハビー・ゲラ             | 右 | 左 |                                                 |
| 13     | 岩崎優                   | 左 | 左 |                                                 |
| 14     | 岩貞祐太                 | 左 | 左 |                                                 |
| 15     | 西純矢                   | 右 | 右 |                                                 |
| 16     | 西勇輝                   | 右 | 右 |                                                 |
| 18     | 伊原陵人                 | 左 | 左 | 2024年ドラフト1位                               |
| 19     | 下村海翔                 | 右 | 右 |                                                 |
| 20     | ジョン・デュプランティエ | 右 | 左 | 新外国人                                        |
| 24     | 工藤泰成                 | 右 | 左 | 2024年育成ドラフト1位・育成選手からの支配下登録 |
| 26     | 椎葉剛                   | 右 | 右 |                                                 |
| 27     | 伊藤将司                 | 左 | 左 |                                                 |
| 28     | 今朝丸裕喜               | 右 | 右 | 2024年ドラフト2位                               |
| 29     | 髙橋遥人                 | 左 | 左 |                                                 |
| 30     | 門別啓人                 | 左 | 左 |                                                 |
| 31     | 早川太貴                 | 右 | 右 | 2024年育成ドラフト3位・育成選手からの支配下登録 |
| 34     | 漆原大晟                 | 右 | 左 |                                                 |
| 35     | 才木浩人                 | 右 | 右 |                                                 |
| 36     | 畠世周                   | 右 | 左 | 巨人から現役ドラフトで移籍                      |
| 37     | 及川雅貴                 | 左 | 左 |                                                 |
| 41     | 村上頌樹                 | 右 | 左 |                                                 |
| 42     | ニック・ネルソン         | 右 | 右 | 新外国人                                        |
| 46     | 島本浩也                 | 左 | 左 |                                                 |
| 47     | 桐敷拓馬                 | 左 | 左 |                                                 |
| 48     | 茨木秀俊                 | 右 | 右 |                                                 |
| 49     | 大竹耕太郎               | 左 | 左 |                                                 |
| 50     | 富田蓮                   | 左 | 左 |                                                 |
| 54     | 木下里都                 | 右 | 右 | 2024年ドラフト3位                               |
| 63     | 石黒佑弥                 | 右 | 右 |                                                 |
| 64     | 岡留英貴                 | 右 | 右 |                                                 |
| 65     | 湯浅京己                 | 右 | 右 |                                                 |
| 66     | 津田淳哉                 | 右 | 右 |                                                 |
| 69     | 石井大智                 | 右 | 右 |                                                 |
| 82     | グラント・ハートウィグ   | 右 | 右 | 新外国人                                        |
| 85     | ラファエル・ドリス       | 右 | 右 | NPB復帰                                         |
| 92     | 川原陸                   | 左 | 左 |                                                 |
| 98     | 佐藤蓮                   | 右 | 右 |                                                 |
| 99     | ジェレミー・ビーズリー   | 右 | 右 |                                                 |
| 120    | 森木大智                 | 右 | 右 | 育成選手・20から背番号変更                      |
| 121    | 鈴木勇斗                 | 左 | 左 | 育成選手・28から背番号変更                      |
| 122    | 小川一平                 | 右 | 右 | 育成選手                                        |
| 123    | 松原快                   | 右 | 右 | 育成選手                                        |
| 125    | 伊藤稜                   | 左 | 左 | 育成選手                                        |
| 131    | ホセ・ベタンセス         | 右 | 右 | 育成選手                                        |
| 132    | アンソニー・マルティネス | 右 | 右 | 育成選手                                        |

### 捕手
| 背番号 | 名前       | 投 | 打 | 備考                            |
| ------ | ---------- | -- | -- | ------------------------------- |
| 2      | 梅野隆太郎 | 右 | 右 |                                 |
| 12     | 坂本誠志郎 | 右 | 右 |                                 |
| 39     | 榮枝裕貴   | 右 | 右 |                                 |
| 43     | 町田隼乙   | 右 | 右 | 2024年ドラフト4位               |
| 57     | 長坂拳弥   | 右 | 右 |                                 |
| 59     | 藤田健斗   | 右 | 右 |                                 |
| 68     | 中川勇斗   | 右 | 右 |                                 |
| 128    | 嶋村麟士朗 | 右 | 左 | 育成選手・2024年育成ドラフト2位 |

### 内野手
| 背番号 | 名前                 | 投 | 打 | 備考                            |
| ------ | -------------------- | -- | -- | ------------------------------- |
| 0      | 木浪聖也             | 右 | 左 |                                 |
| 3      | 大山悠輔             | 右 | 右 |                                 |
| 4      | 熊谷敬宥             | 右 | 右 |                                 |
| 8      | 佐藤輝明             | 右 | 左 |                                 |
| 25     | 渡邉諒               | 右 | 右 |                                 |
| 33     | 糸原健斗             | 右 | 左 |                                 |
| 38     | 小幡竜平             | 右 | 左 |                                 |
| 44     | 戸井零士             | 右 | 右 |                                 |
| 45     | 佐野大陽             | 右 | 右 | 2024年ドラフト5位               |
| 51     | 中野拓夢             | 右 | 左 | 選手会長                        |
| 52     | 山田脩也             | 右 | 右 |                                 |
| 56     | 百﨑蒼生             | 右 | 右 |                                 |
| 62     | 植田海               | 右 | 両 |                                 |
| 67     | 髙寺望夢             | 右 | 左 |                                 |
| 94     | 原口文仁             | 右 | 右 |                                 |
| 95     | ラモン・ヘルナンデス | 右 | 右 | 新外国人                        |
| 130    | 川﨑俊哲             | 右 | 左 | 育成選手・2024年育成ドラフト4位 |
| 133    | ジーン・アルナエス   | 右 | 左 | 育成選手・新外国人              |

### 外野手
| 背番号 | 名前                     | 投 | 打 | 備考               |
| ------ | ------------------------ | -- | -- | ------------------ |
| 1      | 森下翔太                 | 右 | 右 |                    |
| 5      | 近本光司                 | 左 | 左 |                    |
| 32     | 井上広大                 | 右 | 右 |                    |
| 40     | 井坪陽生                 | 右 | 右 |                    |
| 53     | 島田海吏                 | 右 | 左 |                    |
| 55     | 楠本泰史                 | 右 | 左 | DeNAから移籍       |
| 58     | 前川右京                 | 左 | 左 |                    |
| 60     | 小野寺暖                 | 右 | 右 |                    |
| 61     | 豊田寛                   | 右 | 右 |                    |
| 97     | 野口恭佑                 | 右 | 右 |                    |
| 126    | 福島圭音                 | 右 | 左 | 育成選手           |
| 134    | スタンリー・コンスエグラ | 右 | 右 | 育成選手・新外国人 |

## 退団・移籍した選手
大阪タイガース、阪神軍時代を含む。名前は選手として在籍した最終年の登録名を基準とする。
あ か さ た な は ま や ら わ
あ
- 相木崇（2006 - 2007）
- 相羽欣厚（1975）
- 青木重市（1979 - 1981）
- 青木正一（1937 - 1939）
- 青木隆（1951）
- 青雲光夫（1977 - 1979）
- 青柳晃洋（2016 - 2024）
- 赤星憲広（2001 - 2009）
- 赤松一朗（1980 - 1983）
- 赤松真人（2005 - 2007）
- 赤松瞭（1951 - 1955）
- 秋光新二（1955 - 1957）
- 秋山拓巳（2010 - 2024）
- 朝井茂治（1960 - 1967）
- 浅井良（2002 - 2013）
- 浅越桂一（1955 - 1965）
- 麻田勝也（1952）
- 浅野憲一（1972 - 1976）
- 小豆畑眞也（2013 - 2018）
- 東郷幸（1954 - 1955）
- 東辰弥（2002 - 2003）
- 東利夫（1979 - 1985）
- 安達智次郎（1993 - 1999）
- スコット・アッチソン（2008 - 2009）
- 穴田真規（2011 - 2013）
- 安仁屋宗八（1975 - 1979）
- 安部和春（1966 - 1969）
- 阿部健太（2008 - 2011）
- 阿部良男（1974）
- 鮎川義文（1989 - 1996）
- 新井智（2003 - 2005）
- 新井貴浩（2008 - 2014）
- 新井良夫（1977途 - 1978）
- 新井亮司（2000 - 2004）
- 新井良太（2011 - 2017）
- 荒木郁也（2011 - 2021）
- ジョージ・アリアス（2002 - 2004）
- 有倉雅史（1998）
- 有光磐明（1962 - 1965）
- ラウル・アルカンタラ（2021 - 2022）
- ジョージ・アルトマン（1975）
- キム・アレン（1982 - 1983）
- 安藤統男（1962 - 1973）
- 安藤優也（2002 - 2017）

い
- 飯尾為男（1962 - 1963）
- 飯田正男（1978 - 1981）
- 飯田優也（2018途 - 2020途）
- 伊賀上良平（1936 - 1940・1944）
- 井川慶（1998 - 2006）
- 池内豊（1976 - 1984）
- 池島和彦（1970 - 1974）
- 池田純一（1965 - 1978）
- 池田親興（1984 - 1990）
- 池田吉夫（1950 - 1953）
- 池田芳己（1954 - 1955）
- 池端忠夫（1946）
- 池辺巌（1975 - 1978）
- 伊沢修（1950 - 1953）
- 井沢武則（1980 - 1985）
- 石井宏（1989）
- 石井将希（2018 - 2021）
- 石井雅博（1991）
- 石垣一夫（1953 - 1958）
- 石川俊介（2008 - 2012）
- 石川緑（1962 - 1967）
- 石川良照（1955 - 1963）
- 石毛博史（2003 - 2005）
- 石崎剛（2015 - 2019途）
- 石田博三（1958 - 1964）
- 石床幹雄（1966 - 1970）
- 石橋尚到（2006）
- 石橋功行（1981 - 1985）
- 石風呂良一（1949 - 1951）
- 石嶺和彦（1994 - 1996）
- 板垣一彦（1958）
- 板山祐太郎（2016 - 2023）
- 櫟信平（1950 - 1953）
- 一枝修平（1974）
- 糸井嘉男（2017 - 2022）
- 伊藤敦規（1997 - 2002）
- 伊藤和雄（2012 - 2021）
- 伊藤光四郎（1956 - 1961）
- 伊藤舜二（1962 - 1964）
- 伊藤隼太（2012 - 2020）
- 伊藤文隆（1978 - 1991）
- 伊藤正彦（1952）
- 伊藤幸男（1968 - 1973）
- 伊奈努（1961 - 1963）
- 稲葉光雄（1984）
- 乾国雄（1942 - 1943・1946 - 1947）
- 井上圭一（1975）
- 井上貴朗（1994 - 2001）
- 猪俣隆（1987 - 1997）
- 今岡誠（1997 - 2009）
- 今成亮太（2012途 - 2018）
- 今西和男（1972 - 1975）
- 井村典夫（1955）
- 伊代野貴照（2003 - 2008）
- 伊良部秀輝（2003 - 2004）
- 入江淳（1960 - 1963）
- 岩切英司（1984 - 1990）
- 岩佐基治（1974 - 1977）
- 岩崎利夫（1937）
- 岩田徹（1989 - 1998）
- 岩田将貴（2021 - 2024）
- 岩田稔（2006 - 2021）
- 岩間章泰（1959）
- 岩村吉博（1952 - 1954）
- 岩本輝（2011 - 2016）

う
- ウィッグス（1990）
- ジェフ・ウィリアムス（2003 - 2009）
- アーロン・ウィルカーソン（2022）
- デジ・ウィルソン（1998）
- マーベル・ウイン（1991）
- 植上健治（1974 - 1977）
- 植木一智（1969 - 1973）
- 上園啓史（2007 - 2011）
- 上田次朗（1970 - 1979・1982途 - 終了）
- 上田卓三（1976途 - 1977）
- 上田正（1937春・1941 - 1943）
- 上田好剛（1998）
- 上辻修（1970 - 1974）
- 植松精一（1978 - 1983）
- 上本博紀（2009 - 2020）
- 牛山晃一（1988 - 1991）
- 宇田東植（1982）
- 内山清（1948 - 1954）
- 宇都宗夫（1963 - 1964）
- 梅本正之（1955 - 1963）

え
- 江川卓（1979 - 1979途）※江川事件に伴い、入団直後に読売ジャイアンツへトレード移籍。
- 江草仁貴（2003 - 2011途）
- 江越大賀（2015 - 2022）
- 江坂政明（1998）
- 江島聖一（1972 - 1974）
- 江田昌司（1963 - 1971）
- 枝川正典（1979 - 1982）
- 江藤正（1949 - 1949途）※二重契約が発覚し、入団直後に南海ホークスへトレード移籍。
- ジョン・エドワーズ（2020 - 2021）
- 江夏豊（1967 - 1975）
- 榎田大樹（2011 - 2018途）
- トム・エバンス（2001途 - 2002途）
- 江本孟紀（1976 - 1981）
- 遠藤成（2020 - 2024）
- 遠藤伸久（1976 - 1982）

お
- 呉昇桓（2014 - 2015）
- 大石和宏（1978 - 1979）
- 大石昌義（1994途 - 1996）
- 大木利男（1956 - 1958）
- 大串尚弘（1979 - 1982）
- 大倉英貴（1967 - 1973）
- 大越弘（1957）
- 大崎三男（1953 - 1958）
- 大島武（1942 - 1943）
- 大島忠一（1972 - 1983）
- 大島義雄（1950 - 1952）
- 大城祐二（2007 - 2010）
- 太田紘一（1960 - 1967）
- 太田幸司（1984）
- 太田貴（1989 - 1998）
- 大館勲（1949）
- 大津淳（1956 - 1961）
- 大西正昭（1958 - 1959）
- 大根晃（1954 - 1956）
- 大野久（1985 - 1990）
- 大橋雅法（2005 - 2007）
- 大橋衛（1939 - 1940）
- 大橋棣（1942 - 1943）
- 大原和男（1967 - 1971）
- 大原博志（1952 - 1953）
- 大町定夫（1980 - 1983）
- 大和田正海（1973 - 1975）
- 岡義朗（1984 - 1985）
- 岡﨑太一（2005 - 2020）
- 小笠原正一（1972 - 1974）
- 岡島厚（1989 - 1993）
- 岡田彰布（1980 - 1993）
- 岡田功（1950 - 1955）
- 岡田宗芳（1936 - 1940）
- 緒方凌介（2013 - 2018）
- 岡部憲章（1988 - 1989）
- 岡本一雄（1936）
- 岡本圭治（1990 - 1994）
- 岡本浩二（2000 - 2003）
- 岡本洋介（2018途 - 2019）
- 小川精一（1971 - 1974）
- 小川年安（1936）
- 沖原佳典（2001 - 2005途）
- 奥井成一（1948）
- クリス・オクスプリング（2006）
- 奥田修（1970 - 1971）
- 奥田敏輝（1967 - 1972）
- 奥村高明（1950）
- 奥村武博（1998 - 2001）
- 奥山皓太（2020 - 2021）
- 小倉泰男（1977 - 1979）
- 小沢馨（1950）
- 織田光正（1960 - 1966）
- 尾仲祐哉（2018 - 2022）
- 小野泰己（2017 - 2022）
- アルビス・オヘイダ（2008）
- トーマス・オマリー（1991 - 1994）
- 表浩太郎（1972 - 1976）
- リチャード・オルセン（1983途 - 1984）
- ダグ・オルト（1981）

か
- ウィリー・カークランド（1968 - 1973）
- バディ・カーライル（2001 - 2002）
- 甲斐雄平（2010 - 2012）
- 柿本実（1967 - 1969）
- 加倉一馬（1983 - 1984）
- 郭李建夫（1993 - 1998）
- 景浦將（1936 - 1939・1943）
- 掛布雅之（1974 - 1988）
- 葛西稔（1990 - 2002）
- 風岡尚幸（1998 - 2000）
- 笠間雄二（1981 - 1984）
- 梶岡忠義（1947 - 1956）
- 樫出三郎（1971）
- 梶原和隆（2002 - 2003）
- 加治屋蓮（2021 - 2024）
- 柏原純一（1986 - 1988）
- 梶原康司（2001 - 2004）
- 片岡篤史（2002 - 2006）
- 片岡新之介（1976 - 1980）
- 片瀬清利（1997 - 1999）
- 片山大樹（1993 - 2000）
- 片山春男（1952）
- 片山雄哉（2019 - 2024）
- カツノリ（2000 - 2003）
- 勝亦治（1971）
- 葛城育郎（2004 - 2011）
- 葛城隆雄（1970）
- 加藤康介（2011 - 2015）
- 加藤隆行（2001 - 2004）
- 加藤信夫（1936夏 - 1937）
- 加藤博一（1976 - 1982）
- 金澤健人（1999 - 2007途）
- 金森永時（1988途 - 1992）
- 金子誠一（1989 - 1995）
- 金子哲夫（1960 - 1963）
- 金田和之（2013 - 2016）
- 金田正泰（1942 - 1944・1946 - 1957）
- 金原鉄夫（1954）
- 金村曉（2008 - 2010）
- 金村大裕（2006 - 2010）
- 金本知憲（2003 - 2012）
- 金本秀夫（1969）
- 鹿野鉱一（1955）
- 狩野恵輔（2001 - 2017）
- 加納茂徳（1972 - 1986）
- 鏑木悦純（1963 - 1970）
- 鎌田実（1957 - 1966・1970 - 1972）
- 上坂太一郎（2000 - 2007）
- 上沼秀人（1952 - 1953）
- 亀田敏夫（1939 - 1941）
- 亀山努（1988 - 1997）
- 萱島大介（2003 - 2006）
- オネルキ・ガルシア（2019 - 2020）
- 河文雄（1950 - 1951）
- 川北逸三（1944・1946）
- 川崎雄介（2010途 - 2013途）
- 川尻哲郎（1995 - 2003）
- 河内孝志（1957 - 1958）
- 河内忠吾（1956 - 1957）
- 河津憲一（1953 - 1958）
- 川藤幸三（1968 - 1986）
- 川名慎一（1998）
- 河西俊雄（1950 - 1955）
- 川西勇治（1950）
- 河原主尚（1957 - 1958）
- 川原新治（1984 - 1987）
- 川俣ヒロアキ（2002）
- 川本浩次（1970）
- ジョー・ガンケル（2020 - 2022）

き
- マット・キーオ（1987 - 1990）
- 菊矢吉男（1936 - 1937途）
- 木興拓哉（2009）
- 喜田剛（2002 - 2007途）
- 北川博敏（1995 - 2000）
- 木立章成（1992 - 1996）
- 北村照文（1980 - 1988途）
- 橘髙淳（1981 - 1983）
- 木戸克彦（1983 - 1996）
- 木下勇（1938秋 - 1942）
- 木村一夫（1955）
- エリック・キャンベル（2017）
- 清原大貴（2008 - 2013）
- 清原雄一（1999）
- 吉良修一（1968 - 1976）
- 切通猛（1976 - 1978）
- マイク・キンケード（2004）

く
- スコット・クールボー（1995 - 1996途）
- 日下章（1951 - 1956）
- 久慈照嘉（1992 - 1997・2003 - 2005）
- 久代義明（1961 - 1967）
- 楠橋高幸（1969 - 1974）
- 楠本一夫（1950）
- 楠本秀雄（1971 - 1972）
- 工藤一彦（1975 - 1990）
- 工藤慎明（1992 - 1993）
- 久保友之（1957 - 1959）
- 久保康生（1988途 - 1996途）
- 久保康友（2009途 - 2013）
- 久保征弘（1969 - 1970）
- 窪田淳（2000 - 2001）
- 久保田智之（2003 - 2014）
- ダグ・クリーク（1998）
- マイク・グリーンウェル（1997 - 1997途）
- イバン・クルーズ（2001）
- クレイグ（1996途 - 終了）
- クレス（1967途 - 終了）
- グレン（1995 - 1996途）
- 黒瀬春樹（2011途 - 2015）
- 黒田祐輔（2008 - 2013）
- 桑野議（1968 - 1981）
- 桑原謙太朗（2015 - 2021）

け
- リッチ・ゲイル（1985 - 1986）
- ジョー・ゲインズ（1969）
- カイル・ケラー（2022 - 2023）
- ブライアン・ケラー（2023 - 2023途）
- 源五郎丸洋（1982 - 1986）

こ
- 呉昌征（1944・1946 - 1949）
- 交告弘利（1963 - 1968）
- 合田栄蔵（1971）
- 河野博（1950 - 1952）
- ダネル・コールズ（1997途 - 終了）
- 小島勝治（1952 - 1954）
- 小嶋達也（2007 - 2016）
- 小島利男（1936 - 1937途）
- 小玉明利（1968 - 1969）
- 後藤和昭（1969 - 1975）
- 後藤次男（1948 - 1957）
- 小林英一（1944・1946 - 1948）
- 小林慶祐（2020途 - 2023）
- 小林繁（1979途 - 1983）
- 小林宏（2011 - 2012）
- 小林吉雄（1939 - 1941）
- 駒田桂二（1949 - 1956）
- 小俣秀夫（1946）
- 小宮山慎二（2004 - 2019）
- マウロ・ゴメス（2014 - 2016）
- 小山正明（1953 - 1963）
- ダン・ゴンザレス（1981途 - 終了）
- 権藤正利（1965 - 1973）
- ブルックス・コンラッド（2013）

さ
- 歳内宏明（2012 - 2019）
- 西園寺昭夫（1967 - 1968）
- 才田修（1971 - 1974）
- 斉藤直哉（1985 - 1989）
- 斉藤秀光（2002 - 2003）
- 齋藤友貴哉（2019 - 2022）
- 西能勇夫（1958 - 1959）
- 五月女豊（1973 - 1975）
- 坂克彦（2005途 - 2016）
- 坂孝一（1987 - 1992）
- 酒井弘樹（2001）
- 酒井光次郎（1997）
- 栄屋悦男（1954 - 1955）
- 榊原良行（1975 - 1981）
- 坂口慶三郎（1975）
- 阪口哲也（2011 - 2014）
- 阪田正芳（1950 - 1952）
- 坂本義雄（1968 - 1969）
- 嵯峨山幹雄（1965 - 1966）
- 崎山嗣盛（1976）
- 佐久本昌広（2003 - 2005）
- 桜井広大（2002 - 2011）
- 佐々木誠（1999 - 2000）
- 笹本信二（1975 - 1977途）
- 桟原将司（2004 - 2011）
- コーディ・サターホワイト（2016途 - 終了）
- 佐藤敬典（1955 - 1957）
- 佐藤武夫（1936）
- 佐藤秀明（1985 - 1988）
- 佐藤文男（1953年生）（1981 - 1982）
- 佐藤文男（1963年生）（1982 - 1983）
- 佐藤正治（1970 - 1975）
- 真田重蔵（1952 - 1956）
- 佐野仙好（1974 - 1989）
- ロバート・ザラテ（2011 - 2013）
- 沢幡誠士（1983 - 1984）
- ジェリー・サンズ（2020 - 2021）
- マリオ・サンティアゴ（2015途 - 終了）
- 三東洋（2003 - 2007）

し
- 椎木孝彰（1963 - 1966）
- リード・シークリスト（1997途 - 途）
- アンディー・シーツ（2005 - 2007）
- 鄭凱文（2009途 - 2012）
- 塩谷和彦（1993 - 2001）
- 塩見栄一（1948 - 1950）
- 柴田佳主也（2003）
- 柴田講平（2009 - 2016）
- 柴山宗守（1959 - 1961）
- 嶋尾康史（1987 - 1996）
- 嶋田章弘（1985 - 1993）
- 嶋田哲也（1991 - 1998）
- 嶋田宗彦（1985 - 1992）
- 島田吉郎（1950）
- 島野育夫（1976 - 1980）
- 清水誉（2007 - 2016）
- 清水希人（1956）
- 冷水美夫（1950）
- 清水義之（1996途 - 終了）
- 下柳剛（2003 - 2011）
- ジャン（2007）
- 俊介（2010 - 2021）
- 蕭一傑（2009 - 2012）
- 城友博（1999）
- 上甲秀男（1971 - 1972）
- 城島健司（2010 - 2012）
- 正田樹（2007途 - 2008）
- 庄田隆弘（2004 - 2010）
- 定詰雅彦（1997 - 2000）
- ルパート・ジョーンズ（1988途 - 終了）
- グレッグ・ジョンストン（1982）
- ピアース・ジョンソン（2019）
- マーク・ジョンソン（1999）
- 白坂長栄（1948 - 1959）
- 白仁田寛和（2008 - 2014）
- 新庄剛志（1990 - 2000）

す
- ロベルト・スアレス（2020 - 2021）
- 末永正昭（1971 - 1977）
- 杉本郁久雄（1965 - 1969）
- 杉山賢人（1999途 - 2000途）
- 杉山直久（2003 - 2011）
- 鈴木皖武（1969 - 1974）
- 鈴木弘規（1980 - 1983）
- 鈴木翔太（2021）
- 鈴木照雄（1972 - 1975）
- 鈴木伸良（1987）
- 鈴木誠（1979 - 1980）
- 鈴村充男（1962 - 1963）
- リロイ・スタントン（1979）
- ジェイソン・スタンリッジ（2010途 - 2013）
- スティーブ・ストローター（1983 - 1983途）
- シェーン・スペンサー（2005 - 2006）
- 住友一哉（1989 - 1991）

せ
- 清俊彦（1976）
- 清家政和（1978 - 1982）
- 関川浩一（1991 - 1997）
- 関本賢太郎（1997 - 2015）

そ
- 曽我部直樹（1996 - 2003）
- 杣田登（1950 - 1953）
- ヤンハービス・ソラーテ（2019途 - 終了）
- マイク・ソロムコ（1960途 - 1963）

た
- ダーウィン（2005 - 2007）
- 大黒正一（1960 - 1962）
- 大豊泰昭（1998 - 2000）
- 大門和彦（1994）
- 田尾安志（1987 - 1991）
- 高井一（1988 - 1994）
- 高井良一男（1959 - 1961）
- 高木隆司（1977 - 1978）
- 高木昇（1976 - 1977）
- 高木睦雄（1954 - 1955）
- 髙田周平（2010 - 2011）
- 高波文一（1994 - 2003途）
- 高野圭佑（2019途 - 2020）
- 高橋顕法（1996 - 1998）
- 髙橋聡文（2016 - 2019）
- 高橋孝明（1960 - 1962）
- 高橋昌也（1987 - 1988）
- 高橋光信（2007 - 2010）
- 高橋勇丞（2005 - 2010）
- 高橋慶彦（1991 - 1992）
- 髙濱卓也（2008 - 2011途）
- 髙濱祐仁（2023 - 2024）
- 田上健一（2010 - 2015）
- 高宮和也（2013 - 2017）
- 高村洋介（1989 - 1994）
- 高山俊（2016 - 2023）
- 高山忠克（1971 - 1971途）※シーズン中に突如失踪し、無期失格処分。
- 高山智行（2000 - 2001）
- 高山久（2013途 - 2014）
- 高山泰夫（1942 - 1943・1946 - 1947）
- 多岐篤司（1987 - 1995）
- 瀧英男（1955 - 1957）
- 滝道章（1958）
- 滝川博己（1960 - 1966）
- 滝田政治（1962）
- 滝野通則（1936）
- 武内淳二（1988 - 1990）
- 竹内昌也（1993 - 2000途）
- 竹下慎太郎（2004）
- 竹田和史（1979 - 1980）
- 武智修（1943 - 1947）
- 竹野博士（1951 - 1952）
- 竹之内雅史（1979 - 1982）
- 竹峰丈太郎（1989 - 1990）
- 竹村一義（1977途 - 終了）
- 竹元勝雄（1950 - 1951）
- 竹安大知（2016 - 2018）
- 但田裕介（1970 - 1972）
- 立川隆史（2004途 - 2005）
- 立花義家（1992）
- 辰市邦輔（1957 - 1959）
- 伊達昌司（2001 - 2002）
- 建山義紀（2014途 - 終了）
- 田中聡（2003）
- 田中秀太（1995 - 2009）
- 田中慎太朗（2008 - 2011）
- 田中博樹（1958 - 1960）
- 田中昌宏（1979 - 1986）
- 田中義雄（1937 - 1944）
- 田面巧二郎（2013 - 2017）
- 谷川勉（1961 - 1964）
- 谷川昌希（2018 - 2021途）
- 谷車明（1959 - 1962）
- 谷田比呂美（1948 - 1955）
- 谷中真二（2001途 - 2003）
- 谷村智啓（1971 - 1979）
- 谷本稔（1965 - 1967）
- 田淵幸一（1969 - 1978）
- 玉井栄（1937 - 1938・1943）
- 玉城正富（1976）
- 玉置隆（2005 - 2015）
- 田宮謙次郎（1949 - 1958）
- 田村浩一（1983 - 1987）
- 田村勤（1991 - 2000）
- 田村領平（2003 - 2007）
- トニー・タラスコ（2000）

ち
- チェン・ウェイン（2021 - 2022途）
- 近田豊年（1991）

つ
- 塚本博睦（1937 - 1938・1942 - 1944・1946 - 1947）
- 月山栄珠（1982 - 1987途）
- 辻邦男（1968）
- 辻源兵衛（1944）
- 辻恭彦（1962 - 1974）
- 辻佳紀（1963 - 1969・1975）
- 辻嘉美（1951 - 1952）
- 辻本賢人（2005 - 2009）
- 土橋修（1965 - 1966）※現役中に死去。
- 土谷賢一（1977）
- 土屋正孝（1965）
- 筒井和也（2004 - 2016）
- 筒井壮（2005 - 2006）
- 続木敏之（1977 - 1983）
- 坪井智哉（1998 - 2002）
- 釣常雄（1938 - 1940）
- 鶴直人（2006 - 2016）
- 鶴岡一成（2014 - 2016）
- 鶴見信彦（1989 - 1990）

て
- ロブ・ディアー（1994）
- ポール・デード（1981 - 1981途）
- ボビー・テーラー（1974 - 1975）
- 寺田祐也（1999 - 2001）
- 寺前正雄（1999）

と
- 土井豊（1956 - 1961）
- 土井垣武（1940 - 1942・1946 - 1950）
- 東野真弓（1948）
- 遠井吾郎（1958 - 1977）
- 遠山奬志（1986 - 1990・1998 - 2002）
- 富樫淳（1945 - 1950）
- 戸梶正夫（1958 - 1965）
- 徳網茂（1950 - 1959）
- 戸口美嗣（1971）
- 渡真利克則（1981 - 1990）
- 富恵一（1964 - 1967）
- 富松信彦（1939 - 1940）
- 外山雅則（1979 - 1984）
- 豊原経久（1978 - 1981）
- 豊原哲也（1993 - 1994）
- 豊平晋一（1976 - 1980）
- 豊村健泰（1968）
- トラヴィス（2015 - 2016）
- 鳥谷敬（2004 - 2019）

な
- 内司正弘（1952 - 1957）
- 仲忠雄（1950 - 1951）
- 中井悦雄（1963 - 1965・1967 - 1968）
- 長尾旬（1954 - 1955）
- 永尾泰憲（1982 - 1987）
- 中川申也（1992 - 1995）
- 中込伸（1989 - 2001）
- 長崎啓二（1985 - 1987）
- 中里鉄也（1994 - 1999）
- 中沢泰司（1976 - 1979）
- 長嶋清幸（1994 - 1997）
- 中島孝盛（1971 - 1976）
- 中島広喜（1960 - 1967）
- 中田金一（1939 - 1941・1948 - 1950）
- 中田賢一（2020 - 2021）
- 仲田幸司（1984 - 1995）
- 中田良弘（1981 - 1994）
- 中谷賢平（1974 - 1978）
- 中谷仁（1998 - 2005）
- 中谷忠己（1984 - 1988途・1995）
- 中谷将大（2011 - 2021途）
- 中西清起（1984 - 1996）
- 中野佐資（1986 - 1993）
- 中野道義（1944）
- 中ノ瀬幸泰（1996 - 1999）
- 長幡忠夫（1961 - 1962）
- 中林佑輔（2002 - 2006）
- 中原勇（1978）
- 長原孝治（1948）
- 中原宏（1943）
- 中村和臣（1954 - 1961）
- 中村勝広（1972 - 1982）
- 中村公信（1992 - 1993）
- 中村徳次郎（1946）
- 中村利一（1970 - 1972）
- 中村典夫（1975 - 1980）
- 中村泰広（2003 - 2007・2009）
- 中村之保（1971途 - 1972）
- 中村豊（2003 - 2007）
- 中村良二（1997）
- 中山孝一（1980）
- 中山重夫（1957）
- エフレン・ナバーロ（2018途 - 2019）
- 並木輝男（1957 - 1966）
- 奈良友夫（1937 - 1939）
- 成本年秀（2001 - 2002）

に
- 西五十六（1955 - 1956）
- 西茂夫（1958）
- 西浦丈夫（1976 - 1979）
- 西江一郎（1948 - 1954）
- 西尾慈高（1954 - 1960）
- 西岡修司（1956 - 1958）
- 西岡剛（2013 - 2018）
- 西垣一（1954 - 1957）
- 西川慎一（2000途 - 2002）
- 西川佳明（1991 - 1992）
- 西口裕治（1978 - 1980）
- 西里幸喜（1987 - 1989）
- 西田直斗（2012 - 2018）
- 西谷尚徳（2010）
- 西出佐夫郎（1957）
- 仁科栄三（1942 - 1943・1946）
- 西村一孔（1955 - 1960）
- 西村憲（2009 - 2014）
- 西村公一（1967 - 1973）
- 西村繁一（1962 - 1964）
- 西村孜（1955）
- 西村幸生（1937 - 1939）
- 西山和良（1956 - 1964途）
- 西山毅（1972 - 1973）
- 似鳥功（1971 - 1974）
- 新田法昭（1957 - 1958）
- 二保旭（2021途 - 2023）

ね
- 根本隆輝（2000途 - 2002）

の
- シェルドン・ノイジー（2023 - 2024）
- 能見篤史（2005 - 2020）
- 野上俊夫（1968 - 1974）
- 野口寿浩（2003 - 2008）
- 野口昇（1941 - 1943）
- 野崎泰一（1946 - 1950）
- 野崎洋（1961 - 1967）
- 野田浩司（1988 - 1992）
- 野田征稔（1963 - 1975）
- 野原将志（2007 - 2013）
- 野原祐也（2009 - 2012）
- 野村収（1983 - 1986）

は
- ランディ・バース（1983 - 1988途）
- ジェイソン・ハートキー（2000途 - 終了）
- ピーター・バーンサイド（1964 - 1965）
- フィル・ハイアット（1997）
- アロンゾ・パウエル（1998 - 1998途）
- 萩原誠（1992 - 1997）
- 橋上秀樹（2000）
- 橋本健太郎（2005 - 2009途）
- 橋本正吾（1937）
- 橋本大祐（1998 - 2000）
- 橋本武広（2002途 - 2003途）
- 橋本良平（2007 - 2013）
- 長谷川善三（1946途 - 1949）
- 長谷川勉（1976 - 1980）
- 長谷川尚生（1988 - 1989）
- 長谷部栄一（1950 - 1951）
- 幡野和男（1961 - 1962）
- 畑山俊二（1997）
- ジム・パチョレック（1992 - 1993途）
- ジーン・バッキー（1962 - 1968）
- 服部浩一（1982 - 1988）
- 服部裕昭（1986 - 1996）
- ハワード・バトル（2000 - 2000途）
- 馬場皐輔（2018 - 2023）
- 馬場哲也（1988 - 1989）
- 浜岡浩幸（1983 - 1985）
- 浜崎正人（1971）
- 浜田知明（1983 - 1989）
- 浜地真澄（2017 - 2024）
- 濱中治（1997 - 2007）
- 早川健一郎（2003 - 2004）
- 林啓介（2013）
- 林純次（1996 - 1997）
- 林真人（1975 - 1976）
- 原一朗（1937 - 1937途）
- 原秀樹（1968 - 1971）
- 原田健二（2002）
- ラリー・パリッシュ（1990 - 1990途）
- アーロム・バルディリス（2008 - 2009）
- マーク・バルデス（2002）
- フレッド・バレンタイン（1970）
- 伴義太郎（1991 - 1997）
- グレッグ・ハンセル（2000 - 2002）
- デーブ・ハンセン（1998）

ひ
- 東田正義（1976 - 1977）
- 引間克幸（1981 - 1988）
- 樋口和生（1964 - 1965）
- 樋口一紀（1999）
- 久野剛司（1966 - 1970途）
- 日高剛（2013 - 2014）
- 尾藤龍哉（1975）
- 一二三慎太（2011 - 2016）
- 桧山進次郎（1992 - 2013）
- 平尾博司（1994 - 2001途）
- 平下晃司（2001 - 2004途）
- 平田勝男（1982 - 1994）
- 平塚克洋（1996途 - 1999途）
- 平野恵一（2008 - 2012）
- 平林栄治（1941 - 1943）
- 平桝敏男（1936・1941）
- 平山英雄（1967 - 1974）
- 比留木虎雄（1937・1940 - 1941）
- デーブ・ヒルトン（1980 - 1980途）
- 廣神聖哉（2012）
- 広澤克実（2000 - 2003）
- 広沢好輝（1996 - 1997）
- 弘瀬昌彦（1954）
- 広田修三（1937 - 1939）
- 弘田澄男（1984 - 1988）

ふ
- セシル・フィルダー（1989）
- チコ・フェルナンデス（1965）
- ルー・フォード（2008）
- ケーシー・フォッサム（2010）
- 深沢恵雄（1977 - 1981途）
- 福浦健次（1961 - 1965）
- 福塚勝哉（1962 - 1964）
- 福留孝介（2013 - 2020）
- 福永春吾（2017 - 2020）
- 福原忍（1999 - 2016）
- 福間納（1981途 - 1990）
- 福家雅明（1982 - 1988）
- 藤井彰人（2011 - 2015）
- 藤井勇（1936 - 1938・1942）
- 藤井栄治（1962 - 1973）
- 藤井宏政（2009 - 2013）
- 藤川球児（1999 - 2012・2016 - 2020）
- 藤倉一雅（1980 - 1983）
- 藤沢新六（1950）
- 藤重登（1959 - 1961）
- 藤田太陽（2001 - 2009途）
- 藤田平（1966 - 1984）
- 藤田訓弘（1969 - 1973）
- 藤谷洸介（2017 - 2021）
- 藤浪晋太郎（2013 - 2022）
- 藤原正典（2010 - 2015）
- 藤村隆男（1940 - 1942・1949 - 1956）
- 藤村富美男（1936 - 1939・1943 - 1944・1946 - 1956・1958）
- 藤本敦士（2001 - 2009）
- 藤本勝巳（1956 - 1967）
- 藤本修二（1991 - 1992）
- 藤本雄司（1982）
- 藤原通（2002 - 2009）
- 藤原仁（1980 - 1987）
- 二神一人（2012 - 2016）
- 舩木聖士（1996 - 2002）
- ブラウン（1962）
- ジェイミー・ブラウン（2005）
- クレイグ・ブラゼル（2009途 - 2012）
- マイカ・フランクリン（2000途 - 終了）
- ハル・ブリーデン（1976 - 1978）
- 古川啓三（1959 - 1961）
- 古川正男（1936）
- 古里泰隆（1990 - 1997）
- 古沢憲司（1964 - 1978）
- 古溝克之（1994 - 1998）
- 古屋英夫（1991 - 1992）
- コルテン・ブルワー（2023途 - 終了）
- マイク・ブロワーズ（1999 - 1999途）

へ
- マット・ヘイグ（2016）
- マルコス・ベキオナチ（2011 - 2011途）
- 部坂俊之（1999 - 2002）
- 別当薫（1948 - 1949）
- レノ・ベルトイア（1964 - 1964途）
- エドワード・ペレス（2001）
- ネルソン・ペレス（2015途 - 2016）

ほ
- ブレイン・ボイヤー（2013途 - 終了）
- ブルース・ボウクレア（1980途 - 終了）
- 北條史也（2013 - 2023）
- ジャスティン・ボーア（2020）
- ライアン・ボーグルソン（2007 - 2008）
- ルー・ポート（2003）
- 朴賢明（1938 - 1939）
- 星沢純（1947 - 1948）
- 星野修（1989 - 2001）
- 星野伸之（2000 - 2002）
- 干場一夫（1950 - 1952）
- 星山晋徳（1958 - 1960）
- 星山忠弘（1997 - 2000）
- 細見和史（2004）
- トレイ・ホッジス（2004途 - 終了）
- 堀尾文人（1939 - 1941）
- デリック・ホワイト（2002途 - 終了）
- 本田明浩（2001途 - 終了）
- 本田広司（1963 - 1964）
- 本堂保次（1937 - 1940・1944・1946 - 1947・1949）
- 本間勝（1958 - 1965）

ま
- ケビン・マース（1996途 - 終了）
- マット・マートン（2010 - 2015）
- ロドニー・マイヤーズ（2004途 - 終了）
- 前岡勤也（1956 - 1960）
- 前川勝彦（2004 - 2005）
- 前川正義（1942）
- 前田耕司（1983 - 1986）
- 前田忠節（2005途 - 2009）
- 前田友行（1978 - 1980）
- 牧勝彦（1961 - 1964）
- 牧丈一郎（2018 - 2022）
- 槙尾達男（1958 - 1960）
- 牧野塁（2004 - 2006途）
- ボブ・マクドナルド（1997途 - 途）
- 益山性旭（1977 - 1983・1985）
- 町田公雄（1975 - 1978）
- 町田公二郎（2005 - 2006）
- 松井達徳（1998 - 1999）
- 松浦三千男（1956 - 1958）
- 松尾勝彦（1963 - 1964）
- 松尾五郎（1940 - 1942）
- 松岡一雄（1952 - 1954）
- 松木謙治郎（1936 - 1941・1950 - 1951）
- レオン・マックファーデン（1972）
- 松崎伸吾（2012）
- 松沢勉（1955 - 1957）
- 松下圭太（2003 - 2005）
- 松下繁二（1941）
- 松下立美（1975 - 1982）
- 松田匡司（2000 - 2002）
- 松田遼馬（2012 - 2018途）
- 松永浩美（1993）
- 松永満（1957）
- 松永美隆（1973 - 1976）
- 松広金一（1937 - 1939）
- 松本貞一（1941 - 1942）
- 松本太（1946 - 1947途）
- マルコス・マテオ（2016 - 2018）
- 的場寛一（2000 - 2005）
- 眞鍋勝已（1987 - 1991）
- 真鍋幹三（1968 - 1970）
- 真弓明信（1979 - 1995）
- 丸岡武（1950 - 1952）
- ジェフリー・マルテ（2019 - 2022）
- 丸山一男（1950）
- 丸山武彦（1985 - 1986）
- 丸山匡洋（1951）

み
- 三浦正造（1952 - 1953）
- ヨハン・ミエセス（2023 - 2024）
- 右田雅彦（1991 - 1994）
- 御子柴進（1983 - 1997）
- 水落暢明（2005 - 2007）
- 水上靜哉（1959 - 1960）
- 水田圭介（2009途 - 2010）
- 溝口憲雄（1964 - 1971）
- 御園生崇男（1936 - 1939・1941 - 1944・1946 - 1951）
- 溝部武夫（1948）
- 皆川定之（1937 - 1941）
- 南秀憲（1989）
- 南牟礼豊蔵（1994 - 1995）
- 峯本達雄（1977 - 1981）
- 三原一夫（1958）
- 三船正俊（1952 - 1954）
- 宮内仁一（1986 - 1994）
- 三宅秀史（1953 - 1967）
- 三宅博（1960 - 1965）
- 宮崎逸人（1954 - 1958）
- 宮崎昭二（1975）
- 宮崎剛（1940 - 1941）
- 宮田典計（1976 - 1981途）
- 宮本四郎（1987）
- 宮本尊義（1976 - 1981）
- 宮脇則昭（1988 - 1990）
- カート・ミラー（1999途 - 2000）
- 三輪八郎（1939 - 1943）
- 三輪裕章（1942 - 1943）

む
- トレイ・ムーア（2002 - 2003）
- 麦倉洋一（1990 - 1994）
- 村上誠一（1995 - 1999）
- 村上俊義（1961 - 1964）
- 村上雅則（1975）
- 村川幸男（1954 - 1955）
- 村瀬一三（1941途 - 終了）
- 村田重治（1936 - 1937途）
- 村田弘（1950）
- 村山実（1959 - 1972）
- 室山皓之助（1962 - 1966）

め
- ダレル・メイ（1998途 - 1999）
- ランディ・メッセンジャー（2010 - 2019）
- ケビン・メンチ（2009）
- 面出哲志（2001 - 2002）
- ロマン・メンデス（2017）
- ルイス・メンドーサ（2017途 - 終了）

も
- 望月惇志（2016 - 2023）
- 望月充（1972 - 1975）
- 本西厚博（1997途 - 1998）
- 本屋敷錦吾（1964 - 1969）
- 森国五郎（1939 - 1941）
- 森忠仁（1981 - 1986）
- 森越祐人（2015 - 2019）
- 森下博（1946）
- 森田明義（1942 - 1944）
- 森田一成（2008 - 2014）
- 森光正吉（1959 - 1969）
- 守屋功輝（2015 - 2022）
- 森山正義（1973 - 1974）
- ディエゴ・モレノ（2018）
- ラモン・モレル（2004）
- 門前眞佐人（1936 - 1939・1942 - 1944・1949）

や
- 八木茂（1984）
- 八木裕（1987 - 2004）
- フランク・ヤシック（1963）
- 安居玉一（1941 - 1943・1946 - 1950）
- 安岡正博（1961 - 1962）
- 柳瀬明宏（2017）
- 矢野輝弘（1998 - 2010）
- 矢野正之（1995 - 1998）
- 藪恵壹（1994 - 2004）
- 山内一弘（1964 - 1967）
- 山内新一（1984 - 1985）
- 山尾孝雄（1963 - 1972）
- 山岡洋之（1998 - 2002）
- 山沖之彦（1995）
- 山川猛（1983 - 1988）
- 山口雄英（1954）
- 山口重幸（1985 - 1994）
- 山口政信（1936 - 1938・1942 - 1944・1946 - 1947）
- 山崎一玄（1991 - 2000）
- 山崎剛（1988）
- 山崎憲晴（2018 - 2019）
- 山地馨（1955）
- 山下和輝（1993 - 1996）
- 山下皓（1965 - 1966）
- 山田和英（1981 - 1983）
- 山田勝彦（1988 - 2002）
- 山田譲治（1956 - 1957）
- 山田真介（2007途 - 2008）
- 山田敏彦（1970 - 1971）
- 大和（2006 - 2017）
- 山中雅博（1954 - 1955）
- 山根実（1939 - 1941）
- 山部儒也（1953 - 1954）
- 山村宏樹（1995 - 1999）
- 山本和行（1972 - 1988）
- 山本重政（1970途 - 1977）
- 山本翔也（2014 - 2018）
- 山本晴三（1974）
- 山本哲也（1953 - 1964）
- 山本康夫（1961 - 1964）
- 山本泰寛（2021 - 2023）
- 山本幸正（1993 - 1995）
- 山脇光治（1981 - 1995）

ゆ
- 湯舟敏郎（1991 - 2000）
- 弓長起浩（1992 - 2002）

よ
- 陽川尚将（2013 - 2022）
- 与儀眞助（1953 - 1954）
- 横井啓二（1951 - 1953）
- 横田慎太郎（2014 - 2019）
- 横田久則（2002）
- 横谷彰将（1996）
- 横谷総一（1984 - 1994）
- 横地由松（1961 - 1964）
- 横山国夫（1955）
- 横山光次（1952 - 1964）
- 横山雄哉（2015 - 2020）
- 横山龍之介（2007 - 2012）
- 吉岡興志（2009 - 2012）
- 吉川弘幸（1984 - 1990）
- 吉田篤史（2003途 - 2004）
- 吉田剛（2000途 - 2001）
- 吉田豊彦（1998途 - 2001）
- 吉田浩（1990 - 2002）
- 吉田博之（1991 - 1993）
- 吉田康夫（1986 - 1997）
- 吉田義男（1953 - 1969）
- 吉竹春樹（1979 - 1986）
- 吉野誠（2000 - 2007）
- 吉見祐治（2014）
- 吉本亮（1998 - 2003）
- 与田剛士（2000）
- 米川清二（1957 - 1960）
- 米崎薫臣（1994 - 1998）
- 米田哲也（1975途 - 1976）
- 米村和樹（1993 - 1997）

ら
- マイク・ラインバック（1976 - 1980）
- ロベルト・ラミレズ（2000）
- スティーブン・ラム（1981 - 1982）
- 蘭定美男（1955途 - 1957）

り
- クリス・リーソップ（2008途 - 2009）
- ジェロッド・リガン（2003途 - 2004）
- ベン・リベラ（1998 - 1999）
- 林威助（2003 - 2013）

る
- 呂彦青（2018 - 2020）

ろ
- ウィリン・ロサリオ（2018）
- ジェイソン・ロジャース（2017途 - 終了）
- アデルリン・ロドリゲス（2022途 - 終了）
- メル・ロハス・ジュニア（2021 - 2022）

わ
- 若竹竜士（2006 - 2012途）
- 若菜嘉晴（1979 - 1982）
- 若林忠志（1936 - 1944・1946 - 1949）
- 若生智男（1964 - 1974）
- 和田功（1959）
- 和田徹（1964 - 1974）
- 和田豊（1985 - 2001）
- 渡辺敬蔵（1942 - 1942途）
- 渡辺純志（1977 - 1981）
- 渡辺省三（1952 - 1965）
- 渡辺誠太郎（1941 - 1943・1946 - 1947）
- 渡辺長助（1979 - 1986）
- 渡辺伸彦（1989 - 1993）
- 渡辺博敏（1973途 - 1976）
- 渡辺博之（1950 - 1957）
- 渡邉雄大（2022 - 2023）
- 渡辺亮（2006 - 2015）

## 歴代監督
- 森茂雄（1936 - 1936途）
- 石本秀一（1936途 - 1939）
- 松木謙治郎（1940 - 1941・1950 - 1954）
- 若林忠志（1942 - 1944・1947 - 1949）
- 藤村富美男（1946・1956 - 1957）
- 岸一郎（1955）
- 田中義雄（1958 - 1959）
- 金田正泰（1960 - 1961・1973 - 1974）
- 藤本定義（1962 - 1965・1966途 - 1968）
- 杉下茂（1966 - 1966途）
- 後藤次男（1969・1978）
- 村山実（1970 - 1972・1988 - 1989）
- 吉田義男（1975 - 1977・1985 - 1987・1997 - 1998）
- ドン・ブレイザー（1979 - 1980途）
- 中西太（1980途 - 1981）
- 安藤統男（1982 - 1984）
- 中村勝広（1990 - 1995）
- 藤田平（1996）
- 野村克也（1999 - 2001）
- 星野仙一（2002 - 2003）
- 岡田彰布（2004 - 2008・2023 - 2024）
- 真弓明信（2009 - 2011）
- 和田豊（2012 - 2015）
- 金本知憲（2016 - 2018）
- 矢野燿大（2019 - 2022）
- 藤川球児（2025 - ）

監督代行
- 藤村富美男（1955）※岸の退任に伴う。
- 藤本定義（1961）※金田の退任に伴う。
- 金田正泰（1972）※村山の退任に伴う。
- 佐藤孝夫（1984）※安藤の病気療養に伴う。
- 藤田平（1995）※中村の退任に伴う。
- 柴田猛（1996）※藤田の退任に伴う。

## 永久欠番
- 10 - 藤村富美男（三塁手）
- 11 - 村山実（投手）
- 23 - 吉田義男（遊撃手）